# Campeonato Mundial de Atletismo em Pista Coberta de 2010
O Campeonato Mundial de Atletismo em Pista Coberta de 2010 foi realizado em Doha, no Qatar, entre 12 e 14 de março, sob organização da Associação Internacional de Federações de Atletismo. O evento foi o primeiro dos seis organizados pela IAAF programados para 2010.
Doha foi escolhida sede em novembro de 2007 na reunião do conselho da IAAF no Mônaco, superando a candidatura da Turquia. Esta foi a primeira vez que um campeonato mundial de atletismo foi realizado no Oriente Médio e a segunda vez que o mundial indoor foi realizado fora da Europa ou América do Norte (a primeira fora no Japão em 1999).

## Calendário
| Março              | Março | Março | Março | Março | Março | Março | Março | Março |
| Data →             | 12    | 12    | 13    | 13    | 13    | 14    | 14    | 14    |
| Evento ↓           | M     | T     | M     | T     | T     | M     | T     | T     |
| ------------------ | ----- | ----- | ----- | ----- | ----- | ----- | ----- | ----- |
| 60 m               |       | Q     |       | SF    | F     |       |       |       |
| 400 m              | Q     | SF    |       | F     | F     |       |       |       |
| 800 m              | Q     |       | SF    |       |       |       | F     | F     |
| 1500 m             |       | Q     |       | F     | F     |       |       |       |
| 3000 m             |       | Q     |       |       |       |       | F     | F     |
| 60 m com barreiras |       | Q     |       |       |       |       | SF    | F     |
| 4 x 400 m          |       |       | Q     |       |       |       | F     | F     |
| Salto em distância |       | Q     |       | F     | F     |       |       |       |
| Salto triplo       |       | Q     |       |       |       |       | F     | F     |
| Salto em altura    |       | Q     |       |       |       |       | F     | F     |
| Salto com vara     | Q     |       |       | F     | F     |       |       |       |
| Arremesso de peso  | Q     |       |       | F     | F     |       |       |       |
| Heptatlo           | F     | F     | F     | F     | F     |       |       |       |

| Março              | Março | Março | Março | Março | Março | Março | Março | Março |
| Data →             | 12    | 12    | 13    | 13    | 13    | 14    | 14    | 14    |
| Evento ↓           | M     | T     | M     | T     | T     | M     | T     | T     |
| ------------------ | ----- | ----- | ----- | ----- | ----- | ----- | ----- | ----- |
| 60 m               |       | Q     |       |       |       |       | SF    | F     |
| 400 m              | Q     | SF    |       | F     | F     |       |       |       |
| 800 m              | Q     |       |       |       |       |       | F     | F     |
| 1500 m             |       | Q     |       |       |       |       | F     | F     |
| 3000 m             |       | Q     |       | F     | F     |       |       |       |
| 60 m com barreiras |       | Q     |       | SF    | F     |       |       |       |
| 4 x 400 m          |       |       |       |       |       |       | F     | F     |
| Salto em distância |       |       | Q     |       |       |       | F     | F     |
| Salto triplo       | Q     |       |       | F     | F     |       |       |       |
| Salto em altura    | Q     |       |       | F     | F     |       |       |       |
| Salto com vara     |       | Q     |       |       |       |       | F     | F     |
| Arremesso de peso  |       |       | Q     |       |       |       | F     | F     |
| Pentatlo           |       |       | F     | F     | F     |       |       |       |

| Q | Eliminatórias | SF | Semifinais | F | Finais |

## Medalhistas
Masculino
| Evento                      | Ouro                                                                        | Ouro      | Prata                                                                         | Prata     | Bronze                                                                        | Bronze    |
| 60 m detalhes               | GBR Dwain Chambers                                                          | 6s48      | USA Mike Rodgers                                                              | 6s53      | ANT Daniel Bailey                                                             | 6s57      |
| 400 m detalhes              | BAH Chris Brown                                                             | 45s96     | CUB William Collazo                                                           | 46s31     | USA Jamaal Torrance                                                           | 46s43     |
| 800 m detalhes              | SUD Abubaker Kaki                                                           | 1m46s23   | KEN Boaz Kiplagat Lalang                                                      | 1m46s39   | POL Adam Kszczot                                                              | 1m46s69   |
| 1500 m detalhes             | ETH Deresse Mekonnen                                                        | 3m41s86   | MAR Abdalaati Iguider                                                         | 3m41s96   | KEN Haron Keitany                                                             | 3m42s32   |
| 3000 m detalhes             | USA Bernard Lagat                                                           | 7m37s97   | ESP Sergio Sanchez                                                            | 7m39s55   | KEN Sammy Alex Mutahi                                                         | 7m39s90   |
| 60 m com barreiras detalhes | CUB Dayron Robles                                                           | 7s34      | USA Terrence Trammell                                                         | 7s36      | USA David Oliver                                                              | 7s44      |
| 4x400 m detalhes            | USA Estados Unidos Jamaal Torrance Greg Nixon Tavaris Tate Bershawn Jackson | 3:03.40   | BEL Bélgica Cedric van Branteghem Kévin Borlée Antoine Gillet Jonathan Borlée | 3:06.94   | GBR Grã-Bretanha Conrad Williams Nigel Levine Christopher Clarke Richard Buck | 3:07.52   |
| Salto em distância detalhes | AUS Fabrice Lapierre                                                        | 8,17 m    | RSA Godfrey Khotso Mokoena                                                    | 8,08 m    | AUS Mitchell Watt                                                             | 8,05 m    |
| Salto triplo detalhes       | FRA Teddy Tamgho                                                            | 17,90 m   | CUB Yoandris Betanzos                                                         | 17,69 m   | CUB Arnie David Giralt                                                        | 17,36 m   |
| Salto em altura detalhes    | RUS Ivan Ukhov                                                              | 2,36 m    | RUS Yaroslav Rybakov                                                          | 2,31 m    | USA Dusty Jonas                                                               | 2,31 m    |
| Salto com vara detalhes     | AUS Steven Hooker                                                           | 6,01 m    | GER Malte Mohr                                                                | 5,70 m    | GER Alexander Straub                                                          | 5,65 m    |
| Arremesso de peso detalhes  | USA Christian Cantwell                                                      | 21,83 m   | GER Ralf Bartels                                                              | 21,44 m   | CAN Dylan Armstrong                                                           | 21,39 m   |
| Heptatlo detalhes           | USA Bryan Clay                                                              | 6204 pts. | USA Trey Hardee                                                               | 6184 pts. | RUS Aleksey Drozdov                                                           | 6141 pts. |

Feminino
| Evento                      | Ouro                                                                         | Ouro      | Prata                                                                         | Prata     | Bronze                                                                  | Bronze    |
| 60 m detalhes               | JAM Veronica Campbell-Brown                                                  | 7s00      | USA Carmelita Jeter                                                           | 7s05      | GAB Ruddy Zang MilamaJAM Sheri-Ann Brooks                               | 7s147s14  |
| 400 m detalhes              | USA Debbie Dunn                                                              | 51s04     | BUL Vania Stambolova                                                          | 51s50     | BOT Amantle Montsho                                                     | 52s53     |
| 800 m detalhes              | RUS Mariya Savinova                                                          | 1m58s26   | GBR Jennifer Meadows                                                          | 1m58s43   | USA Alysia Johnson                                                      | 1m59s60   |
| 1500 m detalhes             | ETH Kalkidan Gezahegne                                                       | 4m08s14   | ESP Natalia Rodríguez                                                         | 4m08s30   | ETH Gelete Burka                                                        | 4m08s39   |
| 3000 m detalhes             | ETH Meseret Defar                                                            | 8m51s17   | KEN Vivian Cheruiyot                                                          | 8m51s85   | ETH Sentayehu Ejigu                                                     | 8m52s08   |
| 60 m com barreiras detalhes | USA Lolo Jones                                                               | 7s72      | CAN Perdita Felicien                                                          | 7s86      | CAN Priscilla Lopes-Schliep                                             | 7s87      |
| 4x400 m detalhes            | USA Estados Unidos Debbie Dunn DeeDee Trotter Natasha Hastings Allyson Felix | 3:27.34   | CZE Chéquia Denisa Rosolová Jitka Bartoničková Zuzana Bergrová Zuzana Hejnová | 3:30.05   | GBR Grã-Bretanha Kim Wall Vicki Barr Perri Shakes-Drayton Lee McConnell | 3:30.29   |
| Salto em distância detalhes | USA Brittney Reese                                                           | 6,70 m    | POR Naide Gomes                                                               | 6,67 m    | BRA Keila Costa                                                         | 6,63 m    |
| Salto triplo detalhes       | KAZ Olga Rypakova                                                            | 14,93 m   | CUB Yargeris Savigne                                                          | 14,86 m   | RUS Anna Pyatykh                                                        | 14,64 m   |
| Salto em altura detalhes    | CRO Blanka Vlašić                                                            | 2,00 m    | ESP Ruth Beitia                                                               | 1,98 m    | USA Chaunté Lowe                                                        | 1,98 m    |
| Salto com vara detalhes     | BRA Fabiana Murer                                                            | 4,80 m    | RUS Svetlana Feofanova                                                        | 4,80 m    | POL Anna Rogowska                                                       | 4,70 m    |
| Arremesso de peso detalhes  | NZL Valerie Vili                                                             | 20,49 m   | RUS Anna Avdeyeva                                                             | 19,47 m   | GER Nadine Kleinert                                                     | 19,34 m   |
| Pentatlo detalhes           | GBR Jessica Ennis                                                            | 4937 pts. | UKR Nataliya Dobrynska                                                        | 4851 pts. | USA Hyleas Fountain                                                     | 4753 pts. |

## Quadro de medalhas
| Ordem | País              |    |    |    |    |
| 1     | Estados Unidos    | 8  | 4  | 6  | 18 |
| 2     | Etiópia           | 3  |    | 2  | 5  |
| 3     | Rússia            | 2  | 3  | 2  | 7  |
| 4     | Grã-Bretanha      | 2  | 1  | 2  | 5  |
| 5     | Austrália         | 2  |    | 1  | 3  |
| 6     | Cuba              | 1  | 3  | 1  | 5  |
| 7     | Brasil            | 1  |    | 1  | 2  |
|       | Jamaica           | 1  |    | 1  | 2  |
| 9     | Bahamas           | 1  |    |    | 1  |
|       | Cazaquistão       | 1  |    |    | 1  |
|       | Croácia           | 1  |    |    | 1  |
|       | França            | 1  |    |    | 1  |
|       | Nova Zelândia     | 1  |    |    | 1  |
|       | Sudão             | 1  |    |    | 1  |
| 15    | Espanha           |    | 3  |    | 3  |
| 16    | Alemanha          |    | 2  | 2  | 4  |
|       | Quénia            |    | 2  | 2  | 4  |
| 18    | Canadá            |    | 1  | 2  | 3  |
| 19    | África do Sul     |    | 1  |    | 1  |
|       | Bélgica           |    | 1  |    | 1  |
|       | Bulgária          |    | 1  |    | 1  |
|       | Chéquia           |    | 1  |    | 1  |
|       | Marrocos          |    | 1  |    | 1  |
|       | Portugal          |    | 1  |    | 1  |
|       | Ucrânia           |    | 1  |    | 1  |
| 26    | Polónia           |    |    | 2  | 1  |
| 27    | Antígua e Barbuda |    |    | 1  | 1  |
|       | Botswana          |    |    | 1  | 1  |
|       | Gabão             |    |    | 1  | 1  |
| TOTAL | TOTAL             | 26 | 26 | 27 | 79 |

Legenda
| Recorde mundial       | Recorde mundial (World record)               |                       | Recorde africano                      | Recorde africano (African) |                                           | Q | Classificado por posição (Qualified) |
| Recorde do campeonato | Recorde do campeonato (Championship record)  | Recorde da América    | Recorde da América (Americas)         | q                          | Classificado por melhor tempo (Qualified) |   |                                      |
| Melhor marca do ano   | Melhor marca do ano (World leading)          | Recorde asiático      | Recorde asiático (Asian)              | DNS                        | Não largou (Did not start)                |   |                                      |
| Recorde nacional      | Recorde nacional (National record)           | Recorde europeu       | Recorde europeu (European)            | DNF                        | Não terminou (Did not finish)             |   |                                      |
| Recorde pessoal       | Recorde pessoal do atleta (Personal best)    | Recorde da Oceania    | Recorde da Oceania (Oceania)          | DSQ / DQ                   | Desclassificado (Disqualified)            |   |                                      |
| Recorde da temporada  | Recorde da temporada do atleta (Season best) | Recorde sul-americano | Recorde sul-americano (South America) | NM                         | Sem marca (No mark)                       |   |                                      |